# T-65榴彈炮
T-65 155公釐榴彈炮原命名為65式，1983年依據國軍研製武器裝備準則改為T-65，T-65仿美製M114A1 155公釐榴彈炮 ，於1976年（民國65年）成功仿製，1980年（民國69年）量產配發部隊。

## 發展
M-114源於1941年定型的M-1 155mm榴彈炮，也是屬於老舊的設計，採用23倍徑炮管，最大射程僅14,600公尺，因此雖然T-65十分可靠，並在陸軍火力支援上佔有重要份量，但陸軍一直想尋求新型的155公釐榴彈砲，原本選定南非的G-5 155mm榴彈炮，但因外交生變而告吹，此後，隨著精實案精進案的實施，以及引入M109自走砲A2/A5 155公釐自走砲車，雖然中華民國聯勤兵工廠也有研製新型155公釐榴彈砲，但只停留於原型。T-65的仿製過程與63甲式不同，聯勤202兵工廠第11所（無後座力砲所）於完成63甲式105mm榴彈炮的研發任務後，所長陳笏於1975年（民國64年）初接受逆向工程仿製M-114A1 155公釐榴彈砲的任務，在沒有圖樣的情況下，陳笏上校率同仁用了五個月的時間實際拆裝了一門M-114。之後，在沒有專用工具的情況下進行仿制，如155砲管的來復線就是克服萬難用106無後座力砲的拔線機拔出的，於1976年（民國65年）3月23日凌晨3時第一門155公釐榴彈砲總裝完成。在8個月內之內仿製完成，當日進行試射並試射成功。

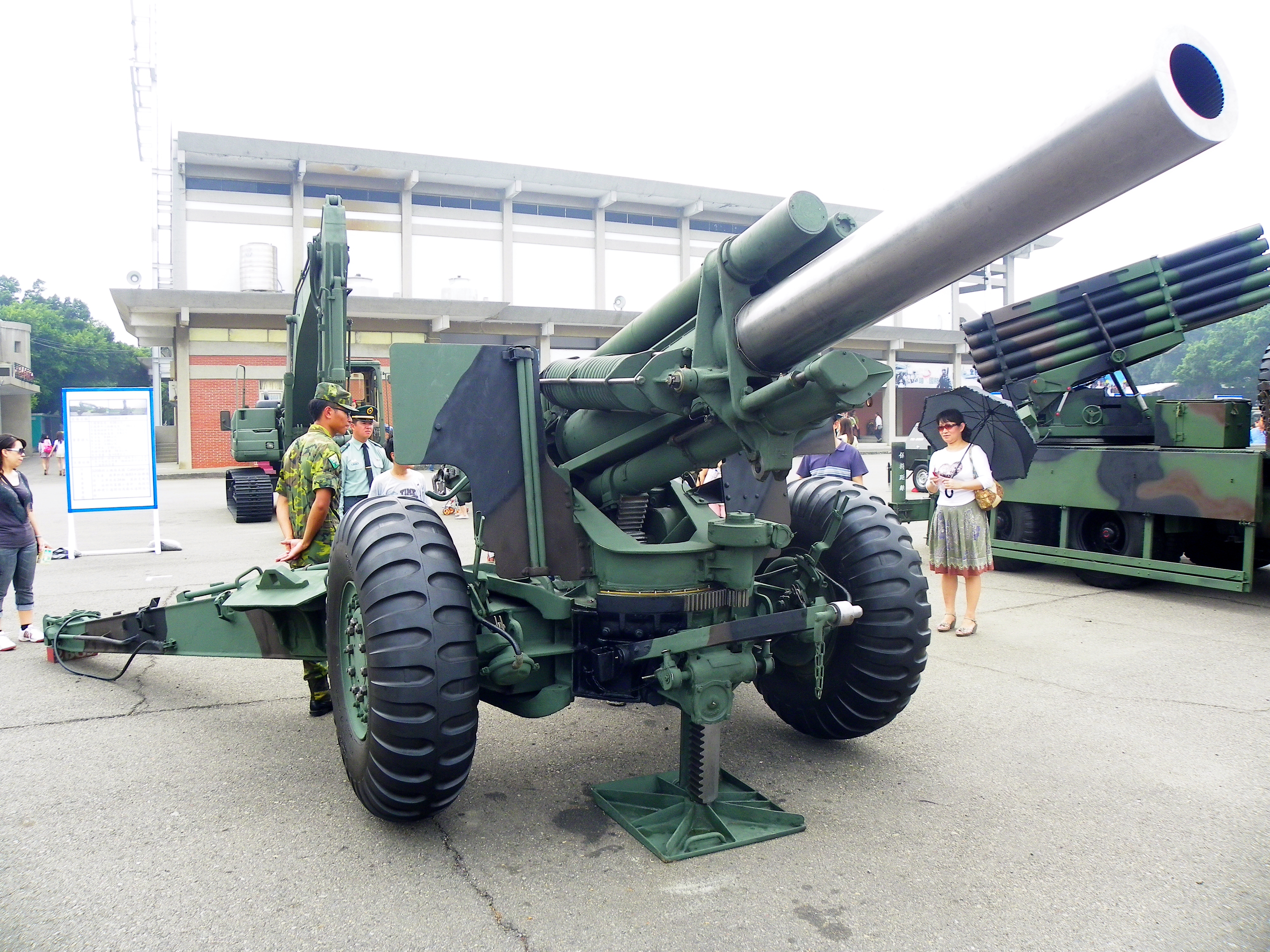
成功嶺營區開放活動中展示之T-65榴彈炮。
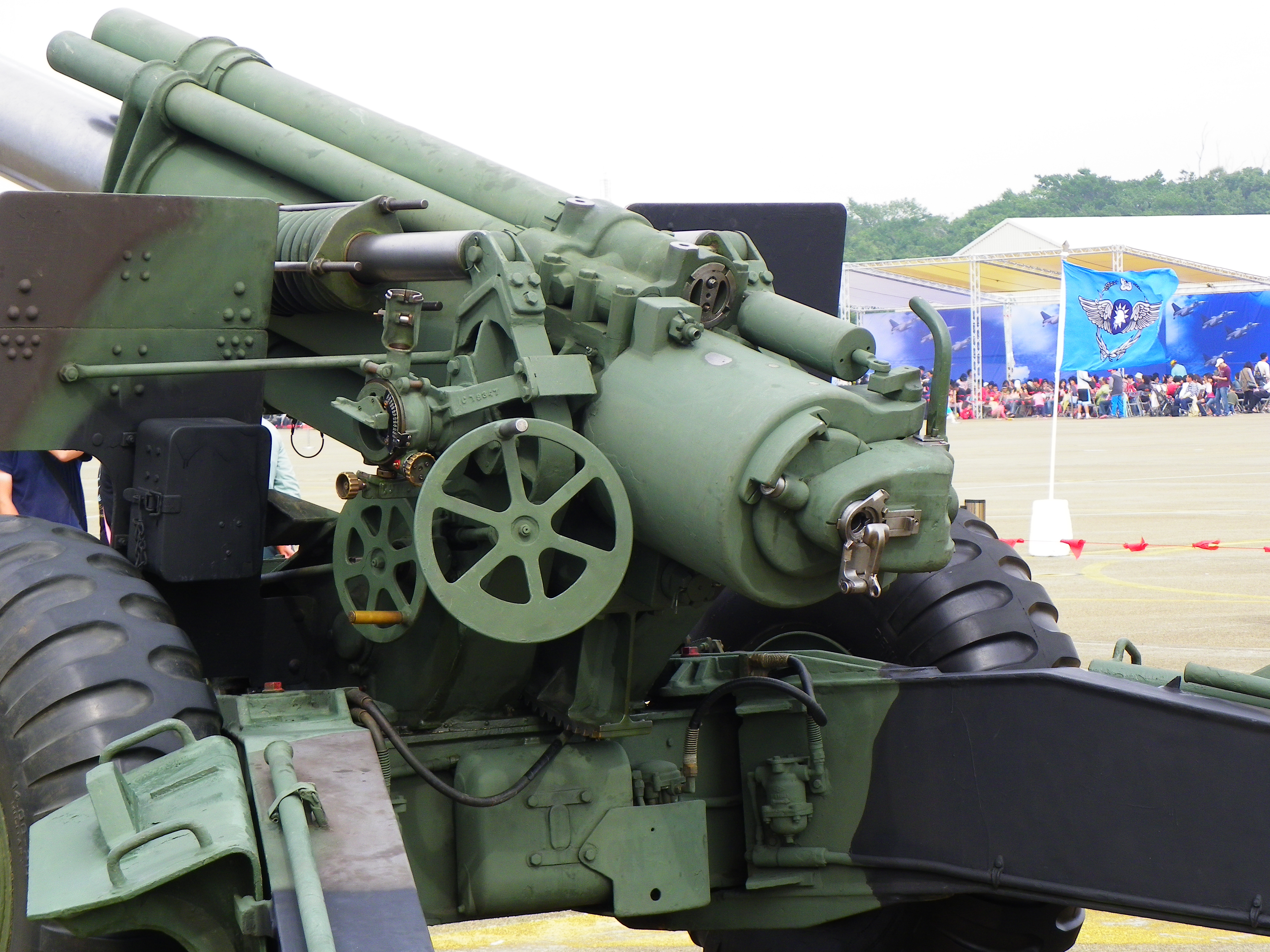
T-65榴彈炮炮尾。
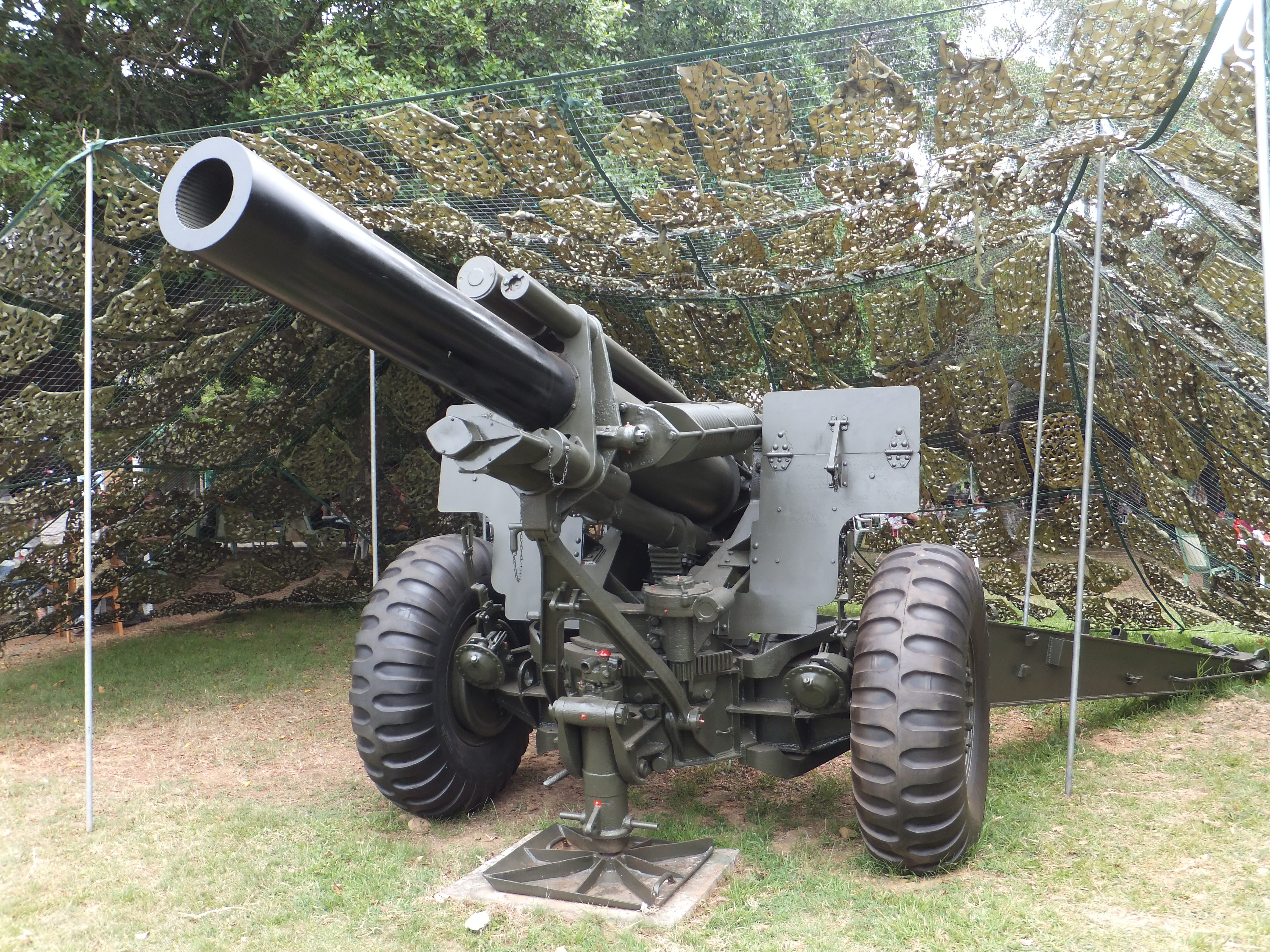
固定於成功嶺野戰炮兵陣地展示的T-65榴彈炮。